# Rückstau (Bauwesen)

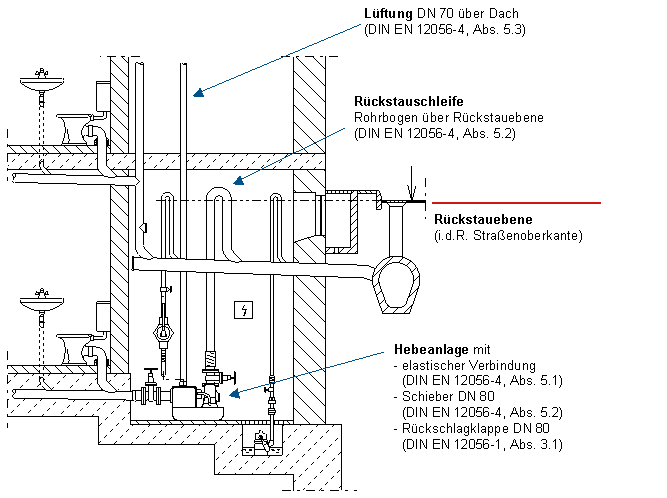
Technische Maßnahmen zur Verhinderung von Rückstau von Abwässer in Gebäuden

Rückstau von Wasser tritt häufig bei Starkregenereignissen oder Überschwemmungen auf. Bei starkem Niederschlag steigt der Wasserpegel sobald das Kanalsystem überlastet ist, über die Rückstauebene. Diese beschreibt den höchstmöglichen Stand des Wassers und liegt meist bei der Höhe der Straßenoberkante. Tiefer gelegene Räumlichkeiten sind daher bei unzureichendem Schutz der Gefahr einer Überflutung ausgesetzt.

## Definitionen
Ein Rückstau ist haustechnisch betrachtet eine momentan nicht beeinflussbare Drosselung des Abflussvermögens. Rückstau kann sich etwa durch eine Leitungsverstopfung in der Grundstücksentwässerungsanlage einstellen, was den Wasserspiegel in der Entwässerungsanlage bis zu einer bestimmten Höhe, der Rückstauebene, ansteigen lässt. Er ist auch beim Einfließen eines oberirdischen Vorfluters oder eines öffentlichen Kanalnetzes möglich. Allgemein wird die Rückstauebene von der zuständigen Behörde auf Oberkante Straße oder Straßenbordstein festgelegt, wo die Straßenabläufe zusätzlich anfallende Wassermengen ableiten können.
Im Versicherungswesen (Wohngebäudeversicherung) ist Rückstau folgendermaßen definiert:
Rückstau liegt vor, wenn Wasser durch Ausuferung von oberirdischen (stehenden oder fließenden) Gewässern oder durch Witterungsniederschläge bestimmungswidrig aus den gebäudeeigenen Ableitungsrohren oder damit verbundenen Einrichtungen in das Gebäude eindringt. [...]
Nicht unter den Begriff "Rückstau" fällt, wenn sich lediglich Leitungswasser staut. Als Abgrenzung von Rückstau und Überschwemmung gilt, dass eine Überschwemmung vorliegt, wenn eine Überflutung von Grund und Boden durch Starkregen stattfindet.

## Technischer Hintergrund
Öffentliche Kanäle sind aus wirtschaftlichen Gründen nicht immer so konzipiert, dass sie schwere Regenfälle in jedem Fall problemlos ableiten können. Daher muss man gelegentlich mit Rückstau in den Kanälen sowie Anschlussleitungen (Kanalverbindungen zu Gebäuden) rechnen. Den Schutz vor Rückstau übertragen Kommunen häufig im Rahmen ihrer Abwassersatzungen auf die Hauseigentümer.

### Gründe für Rückstau
- Hochwasser (Bach oder Fluss)
- Verstopfung, Rohrbruch, Pumpenausfall oder Kanalschäden
- Umleitung oder Absperrung des Kanals aufgrund von Reparaturarbeiten
- Erhöhter Abwasserzufluss durch Kanalspülungen, Feuerwehreinsätze oder durch zusätzliche/nicht vorgesehene Anschlüsse an das Kanalnetz
- Starkregenereignisse.

## Bautechnische Einrichtungen
Um Schäden durch Überflutungen zu vermeiden, werden Rückstausicherungen (oder auch Rückstauverschlüsse) in die Rohrsysteme eingebaut, um das Abwasser zu blockieren und somit ein Eindringen in das Gebäude zu verhindern. Bei Abwasserleitungen, die kein natürliches Gefälle zum Kanal aufweisen, müssen Hebeanlagen oder Rückstau-Hebeanlagen verwendet werden, die das Wasser zunächst nach oben über eine Rückstauschleife pumpen, bevor es in die Kanalisation abfließt.
Eine Rückstauschleife ist gemäß DIN EN 12056, Teil 4, der Teil der Druckleitung einer Abwasserhebeanlage, dessen Rohrsohle über der Rückstauebene liegt.